# Bahnhof Shin-Ōkubo
Der Bahnhof Shin-Ōkubo (jap. 新大久保駅, Shin-Ōkubo-eki) ist ein Bahnhof in der japanischen Stadt Tokio. Er wird von der Bahngesellschaft JR East betrieben und befindet sich im Westen des Bezirks Shinjuku.

## Verbindungen
Shin-Ōkubo ist ein Zwischenbahnhof an der Yamanote-Linie, die ringförmig rund um das Tokioter Stadtzentrum verläuft. Tagsüber verkehren in beiden Richtungen zwölf Züge je Stunde, während der Hauptverkehrszeit bis zu 18 Züge. Beidseits der Hauptstraße Ōkubo-dōri, die unter den Viadukt hindurchführt, befinden sich Bushaltestelle. Diese werden von drei Linien der Gesellschaft Toei Bus bedient. Der Bahnhof Ōkubo an der Chūō-Sōbu-Linie befindet sich etwa 300 Meter westlich.

## Anlage
Der Bahnhof steht im Süden des Stadtteils Hyakuninchō, die Grenze zum namensgebenden Stadtteil Ōkubo verläuft etwa 100 Meter östlich; beide gehören zum Bezirk Shinjuku. Die Gegend rund um den Bahnhof ist bekannt als größte Koreatown Tokios, deren Einwohner zu einem bedeutenden Teil aus Südkorea, aber auch aus China, Taiwan und anderen Ländern Südostasiens stammen. Das Vergnügungsviertel Kabukichō ist etwa fünf Gehminuten entfernt, der Bahnhof Shinjuku liegt einen Kilometer südlich.
Die auf einem Viadukt befindliche Anlage ist von Norden nach Süden ausgerichtet und besitzt sechs Gleise. Das westlichste Gleispaar liegt an einem vollständig überdachten und mit Bahnsteigtüren ausgestatteten Mittelbahnsteig. Der Zugang erfolgt über einen Personentunnel, der zum Empfangsgebäude an der Westseite führt. Das Bauwerk ist fünf Stockwerke hoch; im Erdgeschoss sind Lebensmittelläden zu finden, die übrigen Stockwerke werden als Büroräumlichkeiten genutzt. Östlich der Gleise der Yamanote-Linie verlaufen zwei weitere Gleispaare, die über keine Bahnsteige verfügen. Auf dem mittleren fahren die Züge der Shōnan-Shinjuku-Linie und der Saikyō-Linie ohne Halt durch, auf dem östlichen jene der Seibu Shinjuku-Linie.
Im Fiskaljahr 2019 nutzten durchschnittlich 49.438 Fahrgäste täglich den Bahnhof.

## Bilder

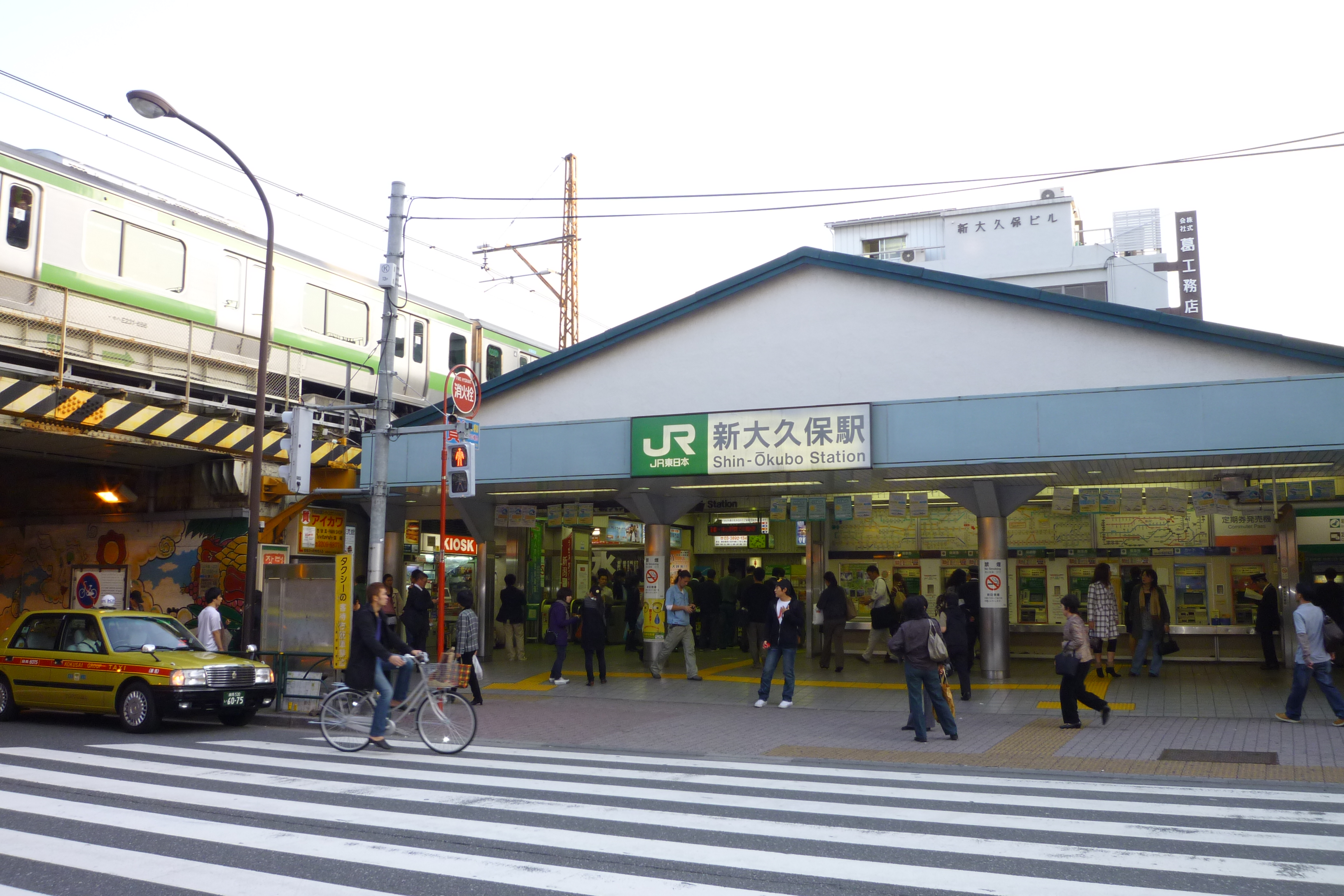
Haupteingang
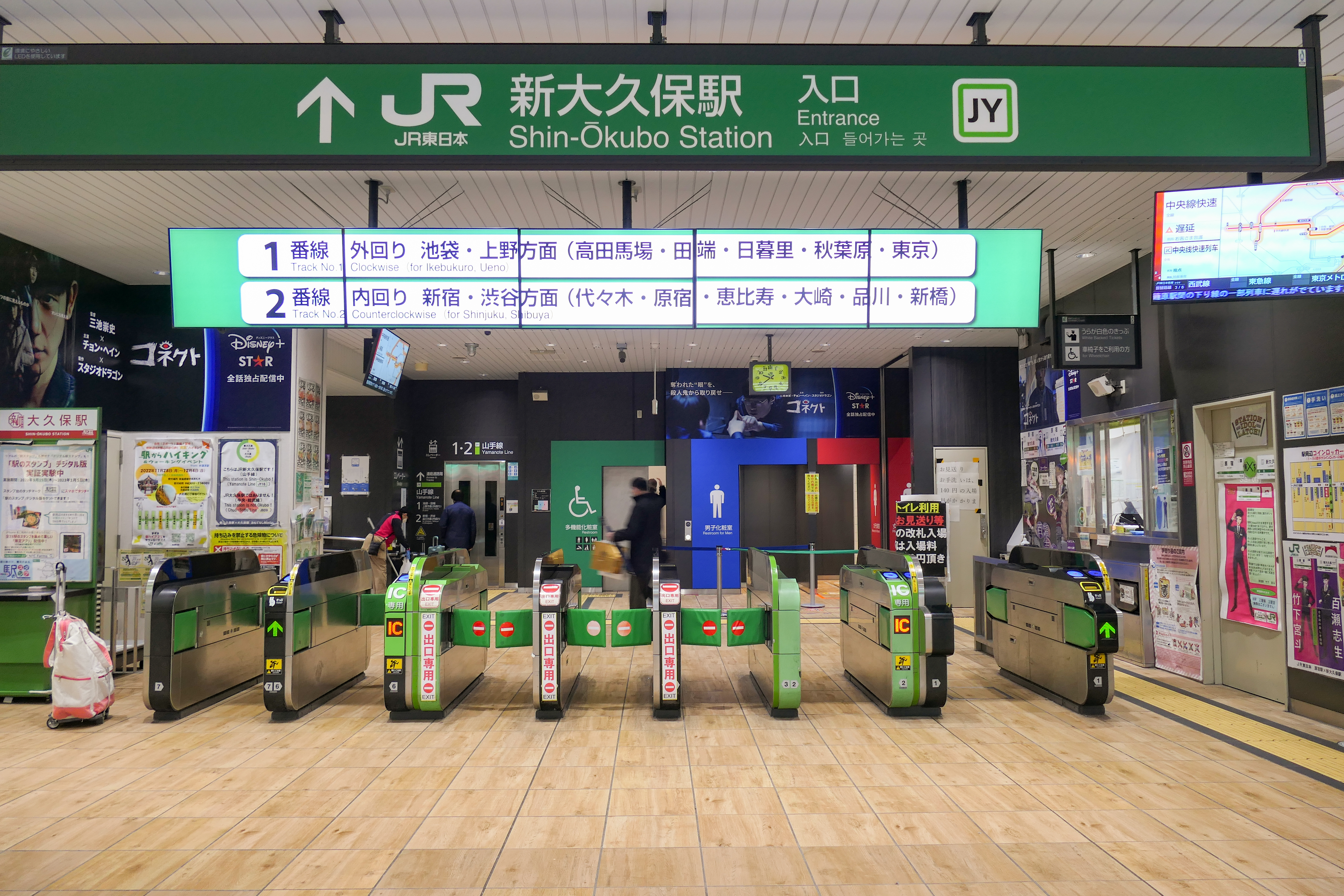
Bahnsteigsperren
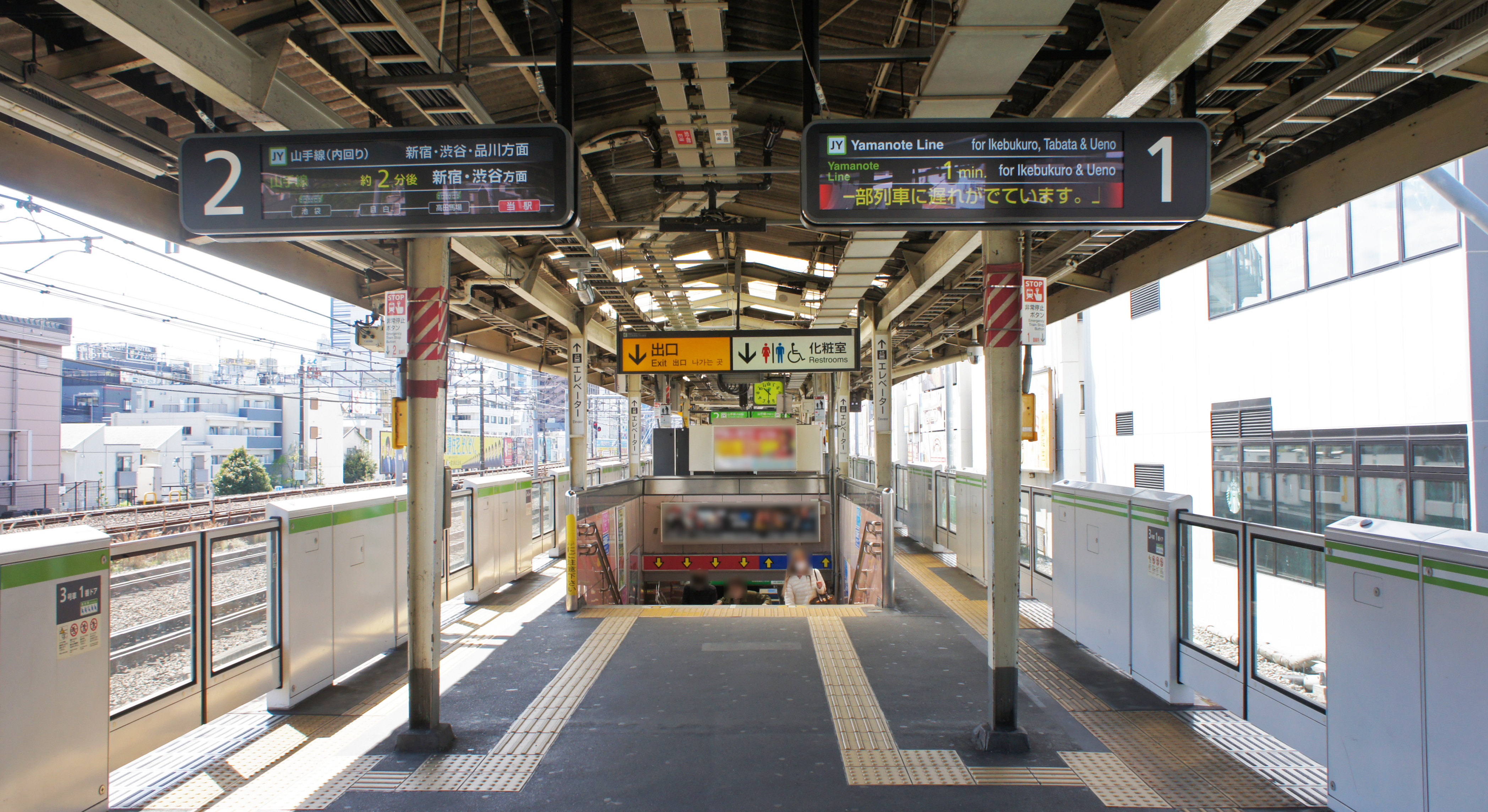
Bahnsteig
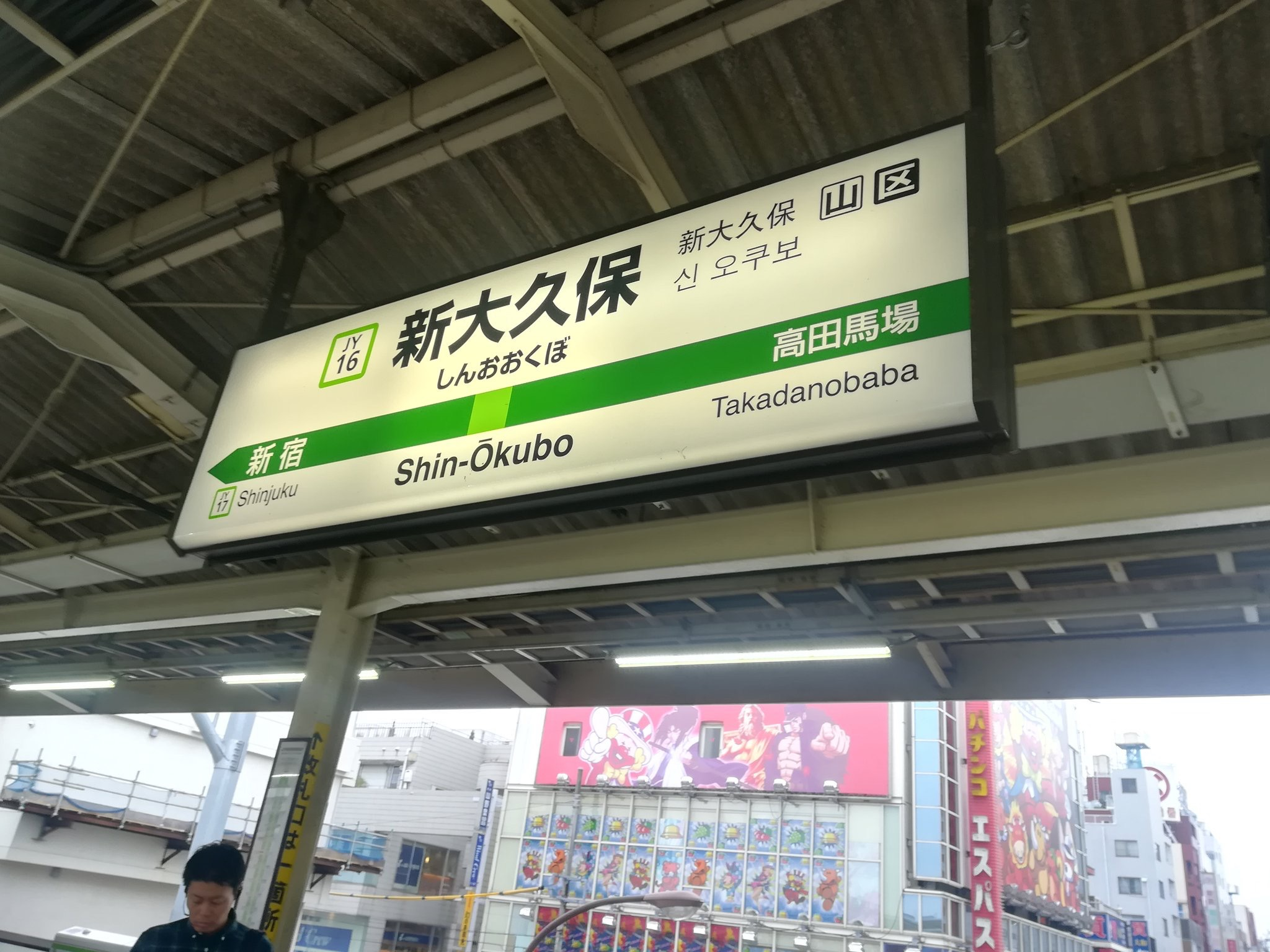
Bahnhofschild

## Gleise
| 1 | ▉ Yamanote-Linie | Ikebukuro • Tabata • Ueno • Tokio |
| 2 | ▉ Yamanote-Linie | Shinjuku • Shibuya • Shinagawa    |

## Linien
| Verlauf der Yamanote-Linie |
| --- |
| Shinagawa • Ōsaki • Gotanda • Meguro • Ebisu • Shibuya • Harajuku • Yoyogi • Shinjuku • Shin-Ōkubo • Takadanobaba • Mejiro • Ikebukuro • Ōtsuka • Sugamo • Komagome • Tabata • Nishi-Nippori • Nippori • Uguisudani • Ueno • Okachimachi • Akihabara • Kanda • Tokyo • Yūrakuchō • Shimbashi • Hamamatsuchō • Tamachi • Takanawa Gateway • Shinagawa |

## Geschichte
1885 eröffnete die Bahngesellschaft Nippon Tetsudō den Vorläufer der heutigen Yamanote-Linie, doch aufgrund der spärlichen Bebauung der Umgebung fuhren die Züge hier zunächst fast drei Jahrzehnte lang ohne Halt durch. Am 14. November 1914 nahm das Eisenbahnamt (das spätere Eisenbahnministerium) den Bahnhof Shin-Ōkubo in Betrieb, der von Anfang an ausschließlich dem Personenverkehr diente. Im Rahmen der Staatsbahnprivatisierung ging er am 1. April 1987 in den Besitz der neuen Gesellschaft JR East über.
Am 26. Januar 2001 erlangte der Bahnhof traurige Aufmerksamkeit in der Öffentlichkeit, als ein 47-jähriger Fotograf aus Yokohama und ein 26-jähriger Student aus Südkorea beim Versuch getötet wurden, einen auf die Gleise gefallenen Betrunkenen zu retten. Alle drei Personen wurden von einem Zug der Yamanote-Linie erfasst und kamen ums Leben. An der Trauerfeier nahmen der japanische Premierminister Yoshirō Mori und der Außenminister Yōhei Kōno teil. 2007 entstand mit Anata wo Wasurenai ein biografischer Film über das Leben des koreanischen Studenten.